# Krem Nasjonal
Krem Nasjonal er en norsk tv-serie, først og fremmest for børn i alderen 8-12 år, men også for både yngre og ældre.
Værterne er Erik Solbakken med Signe og Magnus. I hvert program får de besøg af en gæst eller flere, i form af en gruppe, og i sæson er 2 yderligere gæster til konkurrencen "Hermegåsa".

## Stenansigt
Stenansigt var en konkurrence, der var en del af programmerne i 1. sæson. Tre publikummer blev udvalgt til at deltage i konkurrencen. I første runde var der en gæst, ofte en komiker, og ville forsøge at få deltagerne til at le. Den som lo først røg ud af konkurrence. De resterende to var i finalen. I finalen var kilde-manden, spillet af Erik Solbakken, og ville kilde deltagerne til en af dem grinte. Den der griner eller ler sidst vandt.

## Hermegåsa
"Hermegåsa" (Efterlign gåsen) er den konkurrence, der afløste stenansigt i Sæson 2 og 3. I denne konkurrence er der to kendte mennesker, og vælger en person hver fra publikum. Dette vil være hold i konkurrencen. Konkurrencen går ud på er at imitere klip eller den kendte. I finalen skal holdene efterligne Erik Solbakkens dans. Holdet med flest point vinder.

## Ares AFV-blog
Ares AFV blog var en fast bestanddel af programmet i 1. sæson. Are, som var hovedpersonen, spillet af Erik Solbakken. Ares store drøm var at blive den første nordmand, der fik vist sit indlast amerikanske AFV program.

## Hanna fra Tana
Hanna fra Tana er et indslag, der begyndte i sæson 2, det er en parodi af serien Hannah Montana. Lærer Terje, spillet af Erik Solbakken, drømme om at blive en popstjerne. Under en lokal talentkonkurrence lær han sig ud som kunstneren Hanna fra Tana. Også med i serien er Hallvard Holmen som en ivrig reporter. Bjørn Sundquist spiller rollen som rektor på skolen.

## Gatekampen
Gatekampen (Gadekampen) er en konkurrence mellem værterne Signe og Magnus, der siden begyndelsen , har været et fast indslag i programmet. Konkurrencen foregår udenfor på gaderne i Oslo, med et skjult kamera. Et eksempel på en konkurrence i gadekampen var da det var at få en person til at se længst muligt, efter noget der ikke eksisterede.